# Petronas Towers
Petronas Towers (deutsch Petronas-Türme, malaiisch Menara Petronas, oft auch Petronas Twin Towers genannt) ist der Name eines vom Mineralölunternehmen Petronas gebauten Wolkenkratzerpaares in Kuala Lumpur, der Hauptstadt Malaysias. Mit insgesamt 452 m Höhe überragen die Zwillingstürme die Stadt. Die Errichtung dauerte sechs Jahre und die Baukosten lagen bei 1,6 Mrd. US-Dollar.

## Höchster Wolkenkratzer seiner Zeit

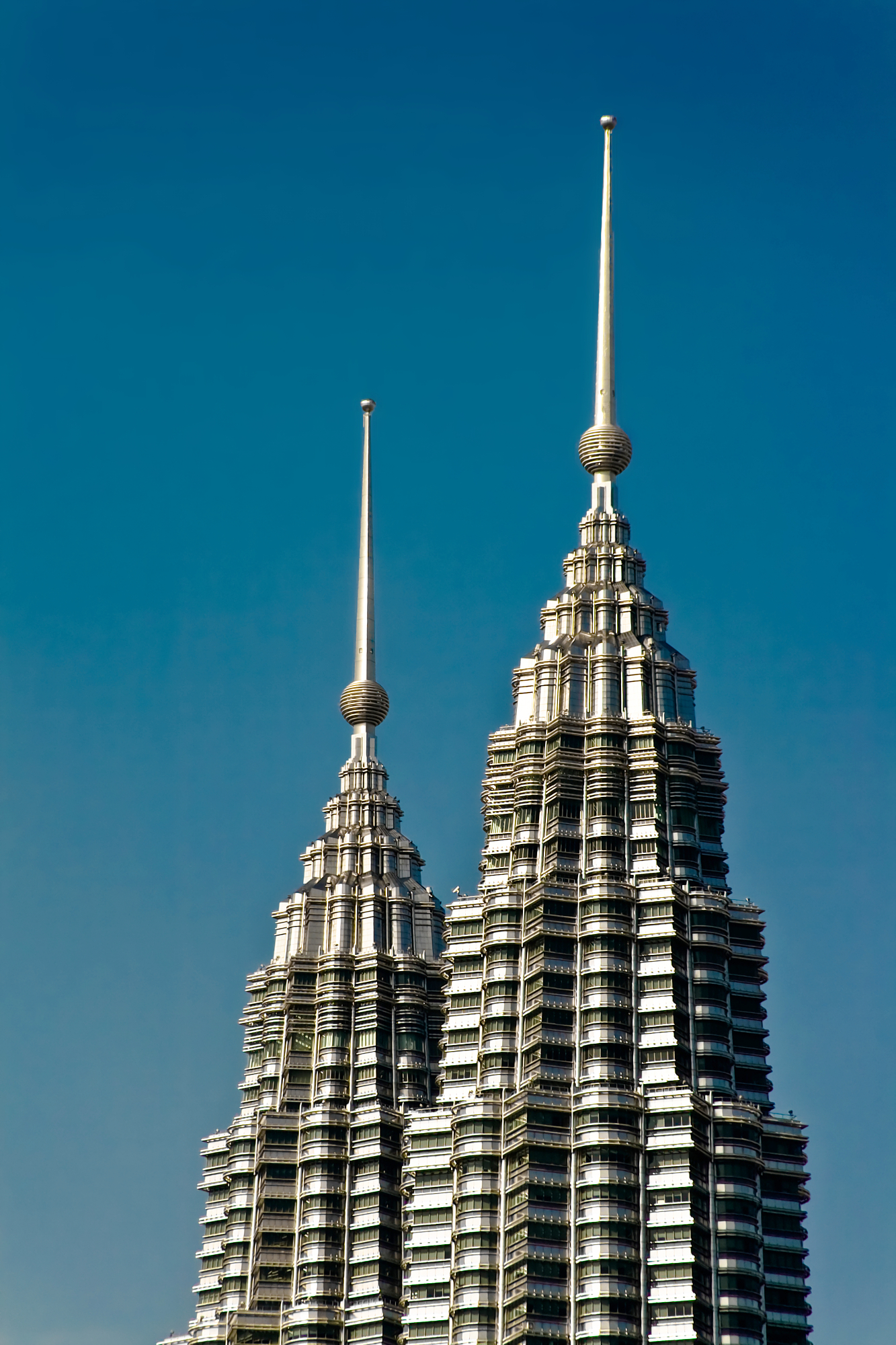
Spitzen der Gebäude: Ihnen ist der offizielle Höhenrekord zu verdanken

Von 1998 bis zur Fertigstellung des Taipei 101 im Jahr 2004 (508 m) galten die Türme mit der markanten Brücke in vielen Ranglisten wegen ihrer strukturellen Höhe als die höchsten Gebäude der Welt.

## Gebäude
Ihr Design verdanken die Türme dem Architektenbüro César Pelli & Associates Architects. Das Büro verarbeitete hier seine Erfahrungen, die sie mit anderen, sehr ähnlichen Türmen gemacht haben, so z. B. dem Miglin-Beitler Skyneedle in Chicago, der jedoch nie gebaut wurde. Beide Türme weisen die gleichen Charakteristika auf. Der Architekt der Türme ist César Antonio Pelli, der die Türme in einer modernistischen Komposition aus Stahl, Aluminium, Beton und Glas mit einem aus der islamischen Architektur entlehnten polygonen Aufbau gestaltete. Der Grundriss eines jeden Turms entspricht dabei der Form eines achteckigen Sterns, dessen Innenkanten nochmals nach außen gewölbt sind.

### Verwendete Materialien
Beim Bau der Türme wurden 36.910 t Stahl verbaut. Da in Malaysia zu wenig Stahl vorhanden war und Importe zu teuer waren, wurden viele Stahlteile durch Stahlbeton ersetzt, was das Gewicht der Türme verdoppelte. Pro Turm wurden 80.000 m³ Beton mit einer Masse von 196.000 t verbaut. Dazu kommen noch 13.200 m³, beziehungsweise 32.550 t Beton für die 4,5 m dicken Fundamente, in welche die 104 zwischen 60 und 115 m langen Pfeiler unter dem Gebäude betoniert sind. Der ultrahochfeste Beton hält Belastungen von über 150 N pro mm² stand. Das entspricht dem Druck einer 15 km hohen Wassersäule.
Die Fassade besteht aus 83.500 m³ rostfreiem Stahl und 77.000 m³ Glas, die die 32.000 Fenster der beiden Türme bilden. Die beiden Türme enthalten 1800 Türen. Alles in allem wiegt ein Turm etwa 300.000 t.

### Skybridge

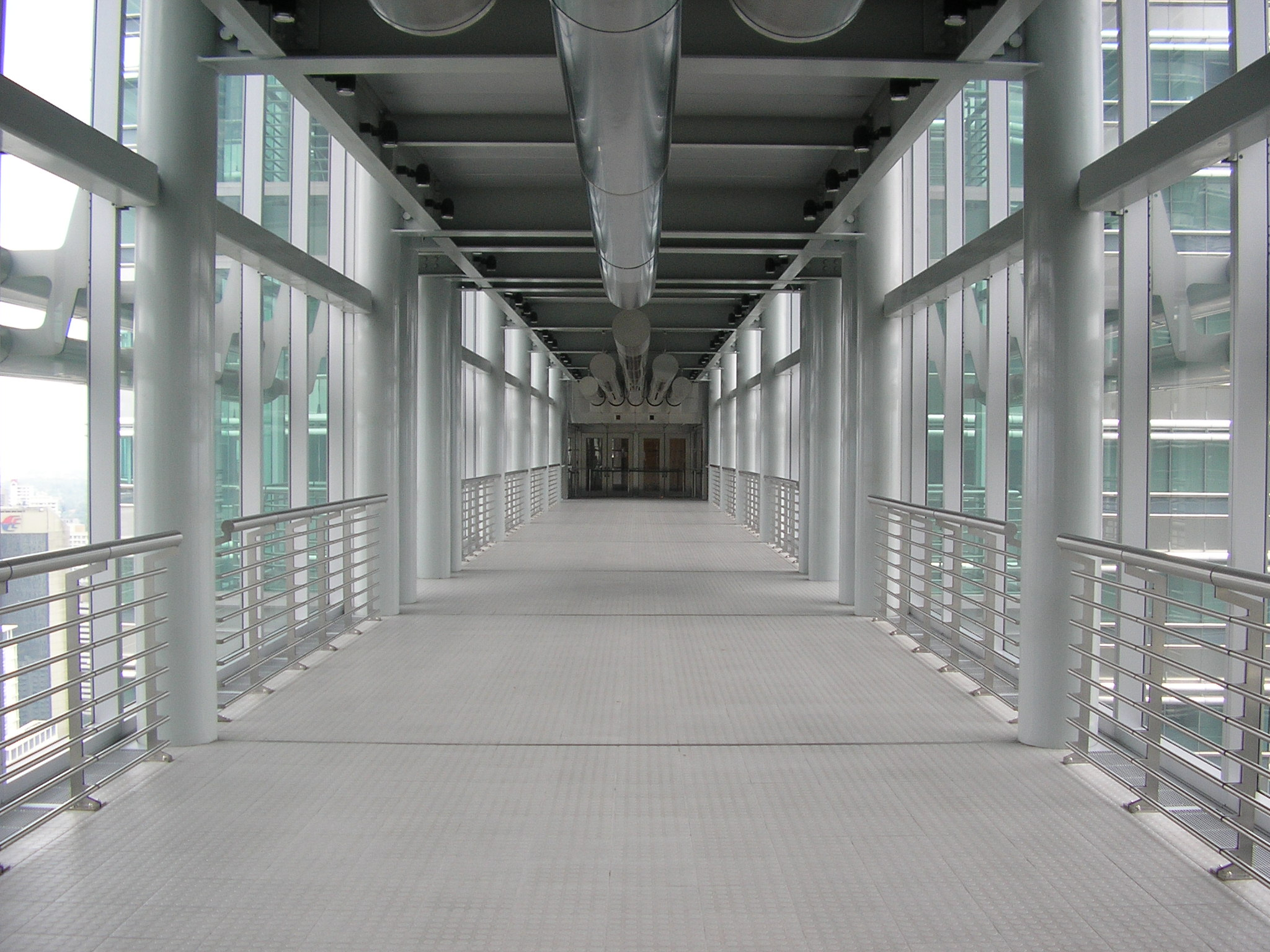
SkyBridge

In 172 m Höhe (zwischen dem 41. und 42. Stock) sind beide Türme mit einer Stahlbrücke (der sogenannten Skybridge) miteinander verbunden. Die Brücke wurde 2000 für die Öffentlichkeit zugänglich gemacht. Sie ist 58,4 m lang und wiegt rund 750 t. Um durch leichte Schwingbewegungen der beiden Gebäudehälften nicht beschädigt zu werden, ist die begehbare Querverstrebung auf riesigen Kugellagern angebracht. Sie stellt die weltweit erste Bautenverbindungs-Brücke in so großer Höhe dar. 
Tickets für den Besuch der Brücke und des 86. Stocks gibt es ab 98 Ringgit (rund 21 €).

### Ausstattung
Die Türme bieten Platz für mehrere Einkaufszentren, das Naturwissenschaftsmuseum „Petrosains“, einen Konzertsaal mit 865 Sitzplätzen für die Philharmonie Malaysia, eine Kunstgalerie und mehrere hundert Büros. Zusätzlich existiert ein angegliedertes Einkaufszentrum Suria KLCC mit Luxus-Boutiquen aller Art und zahlreichen Lokalen. Eine 5-geschossige Tiefgarage mit 5400 Parkplätzen sorgt für genug Parkfläche. Jedes Stockwerk ist vier m hoch, die Deckenhöhe beträgt 2,65 m. Das höchste genutzte Stockwerk ist das 86. Stockwerk, welches in einer Höhe von 367 m liegt und eine Fläche von 494,3 m² besitzt.

### Aufzugsystem
Da die Geschossfläche der Türme kleiner ist als die bei anderen, in der gleichen Größenordnung liegenden Wolkenkratzern, stellte sich das Aufzugsystem als Problem dar, da dieses bei einer geringen benötigten Fläche trotzdem noch eine große Kapazität und kurze Fahrtzeiten aufweisen sollte.
Eine Lösung war der Einsatz von doppelgeschossigen Hochgeschwindigkeits-Aufzügen, so dass 58 der insgesamt 78 Fahrstühle aus zwei übereinandermontierten Kabinen bestehen, 29 pro Turm. Je eine Kabine des Doppelstockaufzugs kann 26 Menschen aufnehmen, teilt sich mit einem weiteren gemeinsam einen Schacht und bewegt sich mit einer Geschwindigkeit zwischen 12,6 und 21,6 km/h fort. Wer mit einem doppelgeschossigen Aufzug in ein Stockwerk mit ungerader Nummer fahren will, steigt im Erdgeschoss ein, wer in ein Stockwerk mit gerader Nummer transportiert werden will steigt eine Etage höher ein. Doppelstockaufzüge werden auch im Burj Khalifa, einem 828 m hohen Wolkenkratzer in Dubai, eingesetzt.
Die restlichen zehn Lifte pro Turm setzen sich aus sechs für den Materialtransport und vier für den direkten Transport von Besuchern aus dem Parkhaus oder aus dem Erdgeschoss bis an die Spitze zusammen. Diese vier Aufzüge benötigen für ihre Strecke gerade einmal 90 s und sie verkehren in den längsten Fahrzeugschächten eines Bürogebäudes in Malaysia.
Eine Sky Lobby in der Mitte des Wolkenkratzers, in der 41. und 42. Etage, zu der man mit einem Expresslift kommt, spart noch einmal Aufzüge ein, da sie als „Umsteigestation“ genutzt wird. Zusätzlich sind in jedem Turm zehn Treppenhäuser vorhanden.

### Spitzen

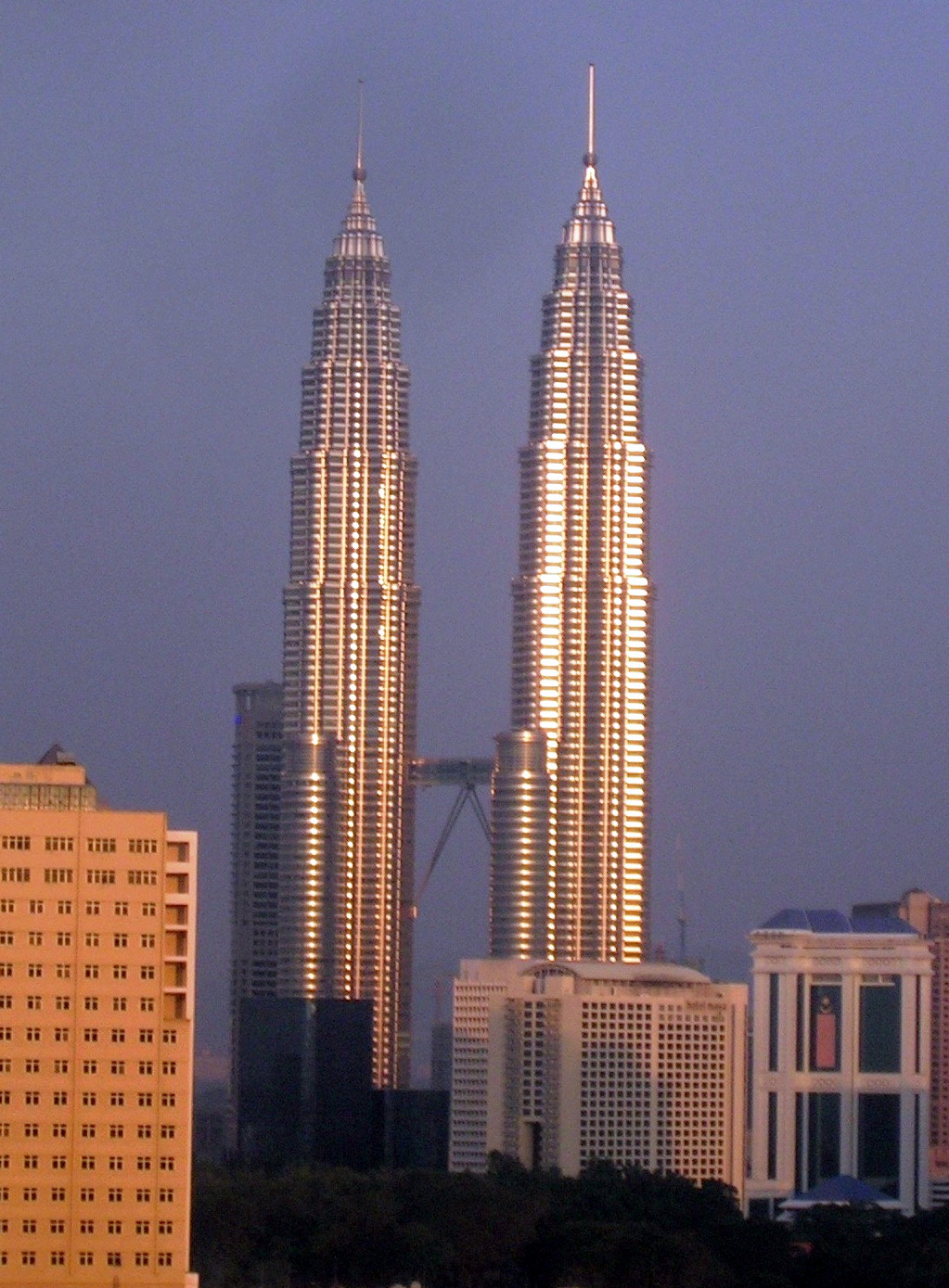
Die Türme bei Sonnenuntergang

Die beiden einem Minarett nachempfundenen Spitzen sind je 73,5 m hoch und wiegen je 176 t. Sie wurden in unterschiedlichen Ländern hergestellt, die des Turm 1 in Japan, die des Turm 2 in Südkorea. Die Fertigung einer Spitze benötigte 19 Wochen. Die Spitzen der Türme können nicht besichtigt werden.

## Bau
1991 entschied sich Petronas ein neues Gebäude zu entwickeln und zu bauen, das nach seiner Fertigstellung das höchste der Welt sein sollte. Im Januar 1992 begann man mit der Planung des neuen Wolkenkratzers, im März 1993 begann man mit den Fundamentarbeiten und grub anfangs eine 30 m tiefe Grube; 500 Lastwagen mit Aushub wurden jede Nacht abtransportiert.
Im April 1994 konnte dann mit dem oberirdischen Bau der zwei Türme begonnen werden. Um schon vor der Fertigstellung Aufsehen zu erregen und um die Bauarbeiten möglichst schnell voranzutreiben, entschied man sich hier, zwei Bauteams um die Wette arbeiten zu lassen. Das eine sollte versuchen, möglichst schnell Turm 1 hochzuziehen und stand unter der Leitung von Bob Prett. Das andere, das zweite Team, war für den Turm 2 und später für das Hochhieven der Skybridge zuständig und stand unter der Leitung von Jon Dunsford. Es bekam außerdem 30 Tage Startrückstand. Während der Bauzeit waren 2000 Menschen an der Errichtung der Türme beteiligt. Dabei versuchte man immer zuerst die Stützpfeiler auf der obersten fertigen Etage zu erreichen, um anschließend den Boden der nächsten Etage aufzusetzen. Darauf folgten die Außenwände, zuletzt die Inneneinrichtung. Das Errichten einer Etage dauerte vier Tage, was verhältnismäßig kurz ist. Während der Bauarbeiten traten einige Probleme auf. So wurde zum Beispiel bei einer Etage der falsche Beton verbaut, der den geforderten 15.000 N pro cm² nicht standhielt. Die gesamte Etage musste anschließend abgerissen und wieder neu errichtet werden, weiter unten gelegene Etagen und den anderen Turm betraf dieses Problem nicht. Außerdem wurde bei Turm 1 in der 72. Etage festgestellt, dass der Turm leicht schief war und im 72. Stockwerk 25 mm von der Lotgeraden abwich. Dies versuchte man auszugleichen, indem man jedes darüberliegende, noch zu erbauende Stockwerk an der einen Seite 2 mm höher baute.
Am 31. August 1999 wurde der Doppel-Wolkenkratzer offiziell eröffnet.

## Sicherheit
Die Sicherheit ist ein weiterer Grund, warum die Skybridge gebaut wurde. So kann der benachbarte Turm ebenfalls als Fluchtmöglichkeit dienen. Aus Sicherheitsgründen wurde so auch die 5-stöckige Tiefgarage nicht in das Fundament der Türme gebaut, sondern an einem anderen Platz errichtet. Einen weiteren Beitrag zur Stabilität des Wolkenkratzers liefern die 16 unterirdischen Hauptpfeiler pro Turm, die die Petronas Towers fest im Boden verankern. Selbst wenn in beiden Türmen drei der Pfeiler zerstört würden, wäre die Stabilität dennoch nicht gefährdet. Das hohe Gewicht der beiden Türme, bedingt durch den teilweisen Ersatz von Stahl durch Stahlbeton, reduziert die durch Wind verursachten Schwingungen.

## Nutzung
Die Petronas Towers sind primär als Geschäftsgebäude konzipiert worden und stehen mit ihrer Zwillingsarchitektur in der Tradition des ehemaligen World Trade Center (WTC) in New York City.

## Faktensammlung
Zur besseren Übersicht und zum leichteren Vergleich mit anderen Wolkenkratzern sind hier noch einmal alle Zahlen stichpunktartig zusammengetragen.
Höhe (Angaben pro Turm)
- Spitze: 452,0 m
- strukturelle Höhe: 452,0 m
- Etagen: 88
- Dach (der obersten Etage): 378,6 m
- oberste Etage: 375 m
- nutzbare Etagen: 86
- oberste nutzbare Etage: 367 m (494,3 m² Fläche)
- Spitze: 73,5 m

verwendete Materialien
- insgesamte Masse: je 300.000 t + 750 t Skybridge (insgesamt 601.000 t)
- Beton (oberirdisch): je 80.000 m³ / je 196.000 t
- Beton (Fundament): insgesamt 13.200 m³ / insgesamt 32.550 t
- Beton: hält Belastungen von über 15.000 N/cm² stand
- Stahl: insgesamt 36.910 t
- Stahl (Fassade): insgesamt 83.500 m²
- Glas (Fassade): insgesamt 77.000 m²
- Fenster: insgesamt 32.000
- Türen: 1800
- Masse einer Spitze: 176 t

weitere Fundamentdaten
- Hauptpfeiler: je 16
- Pfeiler: insgesamt 104
- Pfeilerlänge: 60 bis 115 m

Ausstattung
- Stockwerkshöhe: 4 m
- Deckenhöhe: 2,65 m
- Tiefgarage: 5 Ebenen, 5400 Parkplätze
- 1 Konzertsaal mit 865 Sitzplätzen
- Die Skylobby und die Skybridge befinden sich im 41. und 42. Stockwerk

Aufzugsystem
- Treppenhäuser: je 10
- Aufzüge: je 39
  - Doppelstockaufzüge: je 29
  - „Executive Lifts“: je 4
- Aufzuggeschwindigkeit: 12,6 bis 21,6 km/h, die 4 „executive lifts“ brauchen von Bodenhöhe bis zur Spitze 90 s
- Fassungsvermögen der Doppelstockaufzüge: pro Kabine 26 Personen, pro Aufzug also 52 Personen

## Medien
- Verlockende Falle aus dem Jahr 1999 spielt unter anderem in den Petronas Towers.
- Don – Das Spiel beginnt aus dem Jahr 2006 spielt ebenfalls unter anderem in den Petronas Towers.
- Petronas Twin Towers. Megatürme in Malaysia. Originaltitel: Megastructures: Petronas Towers, Dokumentation, 2005, 55 Min., Regie: Thomas Viner, Produktion: National Geographic Channel, Erstausstrahlung auf n-tv: 11. November 2008, 20:05 – 21:00 Uhr[5] in geringer Qualität, Videostream auf Youku[6]
- Eidos Interactive hat die Türme zweimal als Inspiration für seine Videospiele genutzt. In Hitman 2: Silent Assassin aus dem Jahr 2002 finden die in Malaysia angesiedelten Level Basement Killing, The Graveyard Shift und The Jacuzzi Job alle in den Petronas Towers statt.[7] In Just Cause 2 aus dem Jahr 2010 basiert das fiktive Panau Falls Casino auf den Petronas Towers.
- The Tower, ein südkoreanischer Katastrophenfilm aus dem Jahr 2012, wurde in den Petronas Towers gedreht.